# إبراهيم شوعي (عبس)

تعديل مصدري - تعديل

إبراهيم شوعي هي إحدى قرى عزلة البتارية بمديرية عبس التابعة لمحافظة حجة، بلغ تعداد سكانها 297 نسمة حسب تعداد اليمن لعام 2004.